# Бах, Михаэль
Михаэль Бах (нем. Michael Bach, выступал также под именем Михаэль Бах-Бахтиша, нем. Michael Bach Bachtischa; род. 17 апреля 1958, Вормс, Рейнланд-Пфальц) — немецкий виолончелист и композитор.

## Биография
Учился игре на виолончели у Герхарда Мантеля, Бориса Пергаменщикова, Пьера Фурнье и Яноша Штаркера. Впоследствии он интенсивно гастролировал по Европе, Америке и Японии. Одновременно внёс важный теоретический вклад в виолончельную технику. В частности, его публикация «Fingerboards & Overtones» является новаторским текстом о современной технике игры на виолончели и об извлечении флажолетов.
Размышляя о музыке Иоганна Себастьяна Баха и об исполнении полифонии на смычковых инструментах, Михаэль Бах разработал новую модель лукообразного смычка на основе последних научных открытий в области дендрологии, эргономики и акустики. Этот смычок, так называемый BACH.Bogen, даёт исполнителю возможность играть на трех или четырех струнах одновременно, создавая на скрипке или виолончели музыкальную полифонию, подобную органной. С 1997 по 2001 гг. в экспериментах Михаэля Баха участвовал Мстислав Ростропович, который пригласил его в Париж в рамках VII Международного конкурса виолончелистов имени Ростроповича. Среди композиторов, которые создавали произведения для струнных инструментов с BACH.Bogen, — Джон Кейдж, Дитер Шнебель, Валтер Циммерманн и Ханс Зендер.
Михаэль Бах считает себя композитором, свободным от музыкальных условностей. В частности, его произведения не имеют темповых обозначений. Только некоторые его электронные композиции (такие, как NURHAUFFÜGUR) требуют строгого темпа на протяжении всего их звучания.

## Сочинения
- Ohne Titel (1992) (для скрипки и магнитной ленты)
- Notation 2 (1992) (для 15 струнных и 5 исполнителей)
- 55 Sounds (1995) (для виолончели)
- 52 Sounds (1995/98) (для скрипки)
- «Paganini non ripete» (2000) (для альта)
- +Murbach (2000) (для виолончели)
- A-E-G-C (2000) (для микротонового фортепиано)
- Karpfens’bug (2000) (для струнников и певцов)
- 3 Pitches, 11 Sounds (2000) (для скрипки)
- NURHAUFFÜGUR 1-7 (2000) (для виолончели и живой электроники)
- 57 Sounds (2001)(для органа)
- Notation (2001) (для камерного оркестра)
- 5 Pitches, 13 Notes (2005) (для виолончели)
- 18-7-92 (1992/2004) (для виолончели и заранее записанных носителей)
- namen.los (2008) (для кларнета)
- ONE13 (для виолончели и заранее записанных носителей) (Соавтор: Джон Кейдж) (первое исполнение в Сан-Франциско на фестивале «Other Minds» в 2008 году)
- versbrechen — ein Fingerboard für Kirchner (2010) (для виолончели)
- locus amoenus (2014) (для виолончели)
- vierumuns (2015) (для четырёх голосов)
- 273" für Dieter Schnebel (2018)
- Interludien (2018)
- KLANGPARALLELEN (2022)

### Основные научные труды
- Fingerboards & Overtones, Bilder, Grundlagen und Entwürfe eines neuen Cellospiels, München, Spangenberg, 1991 ISBN 3-89409-063-4
- Der BACH-Bogen // «Neue Zeitschrift für Musik», № 5, Mainz, 1996 Модель лукообразного смычка называемого BACH.Bogen

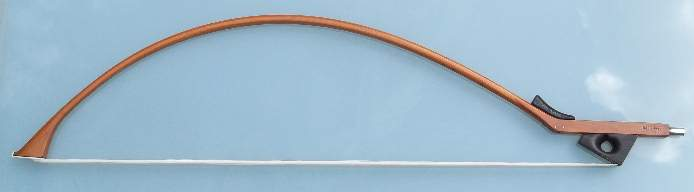
Модель лукообразного смычка называемого BACH.Bogen

- Die Suiten für Violoncello von Johann Sebastian Bach // «Das Orchester», № 7-8, Mainz, Schott, 1997, с. 16-20
- Neue Klangfarben und Nuancen beim Spiel // «Neue Musikzeitung», Regensburg, № 5, 1997

## Награды
- Премия Gaudeamus (Амстердам)
- Премия Kranichstein (Дармштадт)
- Премия Millennium (Вюрцбург)
- Премия проекта «BACHLÄUFE — Johann Sebastian Bachs Spuren in der Moderne» (Арнштадт)[10]